# NGC 2069
NGC 2069 في الفهرس العام الجديد، هي مجرة، تقع في كوكبة أبو سيف (كوكبة). اكتشفت في 3 أغسطس 1826 بواسطة جيمس دنلوب.

## روابط خارجية
- NGC 2069 على موقع ويكي سكاي: DSS2, SDSS, GALEX, IRAS, Hydrogen α, X-Ray, Astrophoto, Sky Map, Articles and images